# Ficinia bulbosa
Ficinia bulbosa är en halvgräsart som först beskrevs av Carl von Linné, och fick sitt nu gällande namn av Christian Gottfried Daniel Nees von Esenbeck. Ficinia bulbosa ingår i släktet Ficinia och familjen halvgräs. Inga underarter finns listade i Catalogue of Life.